# Alberti (partido)
Alberti (Partido de Alberti) is een partido in de Argentijnse provincie Buenos Aires. Het bestuurlijke gebied telt 10.322 inwoners.

## Plaatsen in partido Alberti
- Alberti
- Anderson
- Baudrix
- Coronel Seguí
- Emita
- Larrea
- Mechita
- Palantelén
- Plá
- Presidente Quintana
- Villa Grisolía
- Villa María
- Villa Ortíz